# كنستة

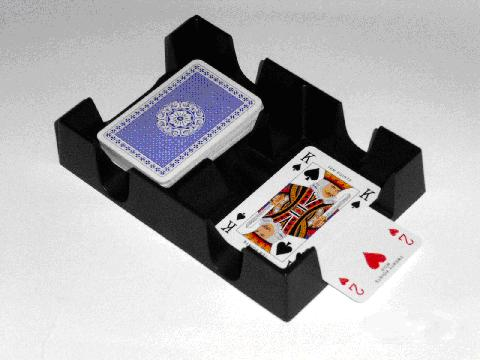
لعبة ورق الكستنة

الكَنَسْتَة (تعني السلة بالإسبانية) هي لعبة ورق تنتمي عائلة ألعاب ريمي التي يُعتقد أنها من فئة 500 رم. مع وجود العديد من ضروب لعبها بلاعبين أو ثلاثة أو خمسة أو ستة لاعبين إلا أنه يكثر أن يلعبها أربعة في شراكتين مع مجموعتين قياسيتين من البطاقات. يحاول اللاعبون تكوين مجموعات من سبعة أوراق من نفس الرتبة و «الخروج» من خلال لعب جميع الأوراق في أيديهم. إنها «أحدث لعبة ورق حققت مكانة عالمية باعتبارها لعبة تقليدية». 